# Brunnthal
Brunnthal ist eine Gemeinde im oberbayerischen Landkreis München. Sie erstreckt sich auf der Münchner Schotterebene südlich der Landeshauptstadt München.
Überregional bekannt ist der Ort durch das im Gemeindegebiet befindliche Autobahnkreuz München-Süd, das früher als „Brunnthal-Dreieck“ bezeichnet wurde.

## Geographie

### Gemeindegliederung
Es gibt zehn Gemeindeteile (in Klammern ist der Siedlungstyp angegeben):
- Brunnthal (Pfarrdorf)
- Englwarting (Einöde)
- Faistenhaar (Kirchdorf)
- Hofolding (Pfarrdorf)
- Kirchstockach (Kirchdorf)
- Neukirchstockach (Siedlung)
- Otterloh (Dorf)
- Portenläng (Einöde)
- Riedhausen (Einöde)
- Waldbrunn (Siedlung)

Brunnthal, Kirchstockach mit Neukirchstockach, Waldbrunn und der Gudrunsiedlung, Otterloh sowie Hofolding und Faistenhaar sind die in den Rodungsinseln des Deisenhofener bzw. Hofoldinger Forstes gelegenen Siedlungsschwerpunkte.

### Natur
Folgende Schutzgebiete berühren das Gemeindegebiet:
- Landschaftsschutzgebiet LSG Hofoldinger und Höhenkirchner Forst (LSG-00198.01)
- Landschaftsschutzgebiet LSG Deisenhofener Forst  (LSG-00113.01)

## Geschichte

### Bis zur Gemeindegründung
Die Gemeinde gehörte zum Landgericht Wolfratshausen. Der heutige Gemeindeteil Hofolding war Bestandteil der kurfürstlichen Hofmark Grünwald. Brunnthal und Hofolding wurden im Zuge der Verwaltungsreformen im Königreich Bayern 1818 selbständige politische Gemeinden.

### Eingemeindungen

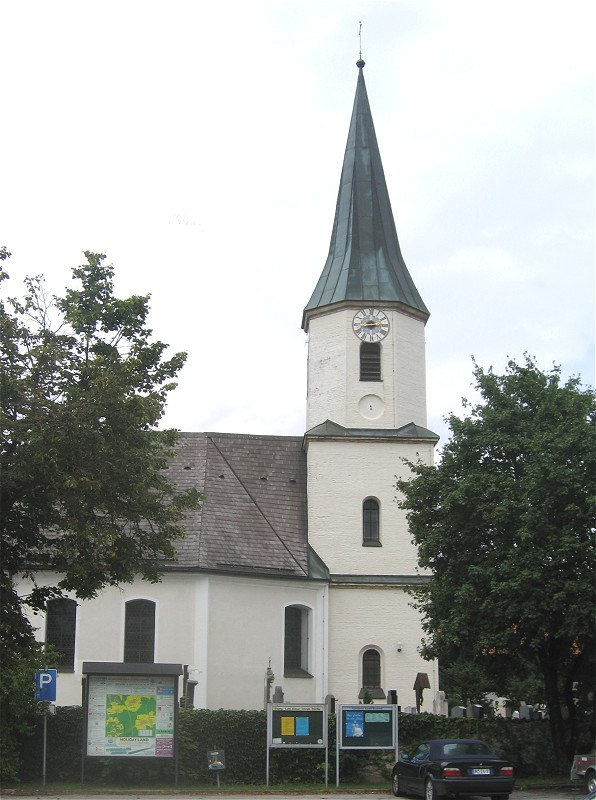
St. Nikolaus in Brunnthal

Am 1. Mai 1978 wurde im Zuge der Gemeindegebietsreform die Gemeinde Hofolding eingegliedert. Mit der Eingemeindung eines Teils des Hofoldinger Forstes zum 1. Januar 2011 erhöhte sich die Fläche des Gemeindegebietes um 11,16 km².

### Einwohnerentwicklung
Zwischen 1988 und 2018 wuchs die Gemeinde von 3265 auf 5546 um 2281 Einwohner bzw. um 69,9 %.

## Religionen
Die katholische Pfarrei Brunnthal wurde aus den bisherigen Kuratien Brunnthal und Hofolding-Faistenhaar gebildet. Katholische Kirchen und Kapellen stehen in Brunnthal (Sankt Nikolaus), Hofolding (Heilig Kreuz und Marienkapelle), Faistenhaar (Sankt Peter und Paul) und Kirchstockach (Sankt Georg). Seit der Zusammenlegung des Pfarrverbandes Höhenkirchen-Siegertsbrunn mit der Pfarrei St. Nikolaus Brunnthal am 1. September 2012 wird die Pfarrei St. Nikolaus Brunnthal durch Pfarrer Anton Wolf aus Höhenkirchen betreut. Pater Marek Bula OMI, der die Pfarrei St. Nikolaus Brunnthal von 2008 bis 2012 betreute, wechselte in den Pfarrverband Erdweg. Der Ortsteil Otterloh wird von der Pfarrei Sauerlach betreut. Die Gemeinde Brunnthal hat keine eigene evangelisch-lutherische Kirchengemeinde und wird durch die Kreuz-Christi-Kirchengemeinde Höhenkirchen-Siegertsbrunn betreut.

## Gewerbe
Bekannt ist Brunnthal außerdem durch das Gewerbegebiet „Brunnthal Nord“, in dem sich viele mittelständische Betriebe angesiedelt haben. Dort befindet sich auch ein Betriebshof der Firma Busbetrieb Josef Ettenhuber. Des Weiteren beherbergt das Gewerbegebiet unter anderem ein IKEA-Möbelhaus, einen Hagebau-Markt und einen Metro-Großhandel, wobei jedoch die Filialen der Fa. IKEA und Hagebau sich teilweise auf dem Gebiet der Nachbargemeinde Taufkirchen befinden; die Gemeindegrenze verläuft hier direkt durch deren Märkte. Des Weiteren ist die börsennotierte SFC Energy AG hier mit dem Hauptsitz ansässig.

## Infrastruktur
Brunnthal wird durch sechs Regionalbuslinien des MVV erschlossen.
| Linie | Linienverlauf                                                                                           | Verkehrsunternehmen |
| ----- | --- | ------------------- |
| 210   | Brunnthal, Zusestraße – Ottobrunn – Neuperlach Süd (U S)                                                | Ettenhuber          |
| 214   | Riemerling, Altenheim – Ottobrunn (S) – Hohenbrunn                                                      | Ettenhuber          |
| 216   | Taufkirchen, Hugo-Junkers-Straße – Höhenkirchen-Siegertsbrunn (S) – Brunnthal – Hofolding – Faistenhaar | Ettenhuber          |
| 220   | Winning – Unterhaching (S) – St.-Quirin-Platz (U) – Giesing (U S)                                       | Ettenhuber          |
| 222   | Neuperlach Süd (U S) – Brunnthal Nord – Deisenhofen (S) – Höllriegelskreuth (S)                         | Geldhauser          |
| 244   | Taufkirchen, Hugo-Junkers-Straße – Höhenkirchen-Siegertsbrunn (S) – Brunnthal – Sauerlach (S)           | Ettenhuber          |

## Politik

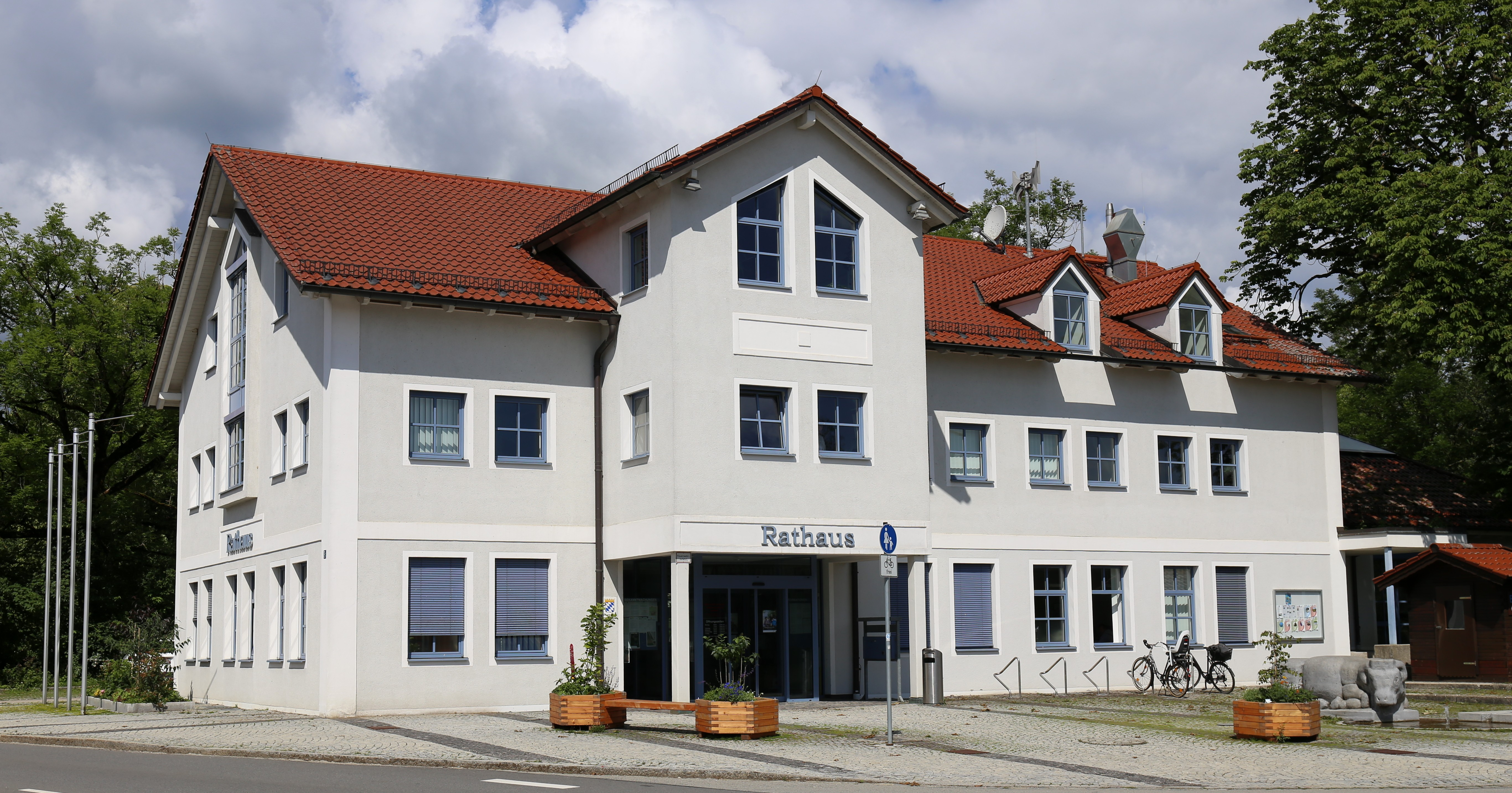
Rathaus

### Bürgermeister
Erster Bürgermeister ist seit 2002 Stefan Kern (CSU). Seit Mai 2008 bekleidet er dieses Amt hauptamtlich.

### Gemeinderat
|      | CSU | PWB * | Grüne | UWB * | SPD |
| ---- | --- | ----- | ----- | ----- | --- |
| 2020 | 10  | 4     | 3     | 2     | 1   |
| 2014 | 8   | 3     | 1     | 2     | 2   |

### Wappen
| | Blasonierung: „In Blau ein silberner Pfahl; vorne ein goldener Bischofsstab, hinten eine aufrechte goldene Hirschstange.“ |
| Wappenbegründung: Der Pfahl symbolisiert die Römerstraße, die den nördlichen Hofoldinger Forst durchquert. Der goldene Bischofsstab verweist auf das Nikolauspatrozinium der Pfarrkirche, aber auch auf die historische Bedeutung der Klöster Rott, Weihenstephan und Schäftlarn als geistliche Grundherrschaften vom Hochmittelalter bis zur Säkularisation 1803. Die goldene Hirschstange, ein heraldisches Symbol für Jagd und Forst, symbolisiert den Hofoldinger Forst, der seit dem frühen Mittelalter als Jagdrevier der bayerischen Herzöge nachweisbar ist und erinnert zugleich an die Eingemeindung der bis 1978 selbstständigen Gemeinde Hofolding. Um 1700 gehörte Hofolding zur kurfürstlichen Hofmark Grünwald. Die Farben Silber und Blau unterstreichen die enge Verbindung Hofoldings zum wittelsbachischen Herrscherhaus. | |

## Persönlichkeiten

### Söhne und Töchter der Gemeinde
- Dennis Lippert (1996–2019), Motorradrennfahrer

### Ehrenbürger
- Geistlicher Rat Pfr. Franz Georg Schubert, langjähriger Kurat von Brunnthal (* 14. September 1930; † 8. September 2017)
- Geistlicher Rat Pfr. Fritz Alt, StD, langjähriger Kurat von Hofolding (* 19. April 1929; † 24. Dezember 2007)
- Horst-Josef Ellenbrücker, Gründungsmitglied des Schützenvereins
- Ernst Portenlänger, Gemeinderat 1966–2020
- Christian Schleich, Gemeinderat 1972–2020, Dritter Bürgermeister[9]